# Николаевка (Верхнеднепровская городская община)
Никола́евка (укр. Миколаївка) — село,
Водянский сельский совет,
Верхнеднепровский район,
Днепропетровская область,
Украина.
Код КОАТУУ — 1221083307. Население по переписи 2001 года составляло 203 человека.

## Географическое положение
Село Николаевка находится на берегу реки Домоткань,
выше по течению на расстоянии в 1 км расположено село Зуботрясовка,
ниже по течению на расстоянии в 1,5 км расположено село Акимовка.
Река в этом месте пересыхает, на ней сделана запруда.

## История
- В 1946 г. село Николаевка-Первая переименовано в Николаевку[2].